# Harold Gillies
Sir Harold Delf Gillies (17. lipnja, 1882.g. - 10. rujna 1960.g.) rođen na Novom Zelendu, kasnije živio u Londonu, otorinolaringolog kojeg se smatra ocem plastične kirurgije.

## Privatni život
Gillies je rođen u Dunedinu, Novi Zeland. Studirao je medicinu na Cambridgeu, gdje je unatoč ukočenom laktu (kojeg je zadobio kao dijete spuštajući se niz rukohvat) bio odličan veslač. Gillies je oženio Kathleen Margaret Jackson 9. studenog, 1911.g. u Londonu.
Uz karijeru kirurga bio je doličan golfer i šaljivac. Dugo godina živio je u srcu londonskog Hampstead villagea.

## Karijera

### Prvi svjetski rat
Nakon izbijanja prvog svjetskog rata pridružio se je Kraljevskim vojnim medicinskim snagama. U početku smješten u Wimereux, u blizini Boulogne, radio je kao pomoćnik francusko-američkog zubara, Valadiera, kojem nije bilo dopušteno operirati bez nadzora, ali je pokušavao razviti rad na ozljedama čeljusti. Gillies se vrlo zainteresirao za rad i na povratku u Englesku nagovarao je glavnog kirurga vojske, Arbuthnot Lanea, da bi u Vojnoj bolnici u Cambridgeu trebalo osnovati odjel za ozljede lica.
Zbog povećanih potreba ubrzo je osnovana nova bolnica u Sidcupu, koje se je bavila liječenjem ozljeda lica. Bolnica je otvorena u lipnju 1917.g. i ukupno je imala 1,000 kreveta. U njoj su Gillies i njegove kolege razvili mnoge tehnike plastične kirurgije; učinjeno više od 11,000 operacija na preko 5,000 bolesnika.
Za svoje zaluge u ratu Gilliesa je postao vitez u lipnju 1930.g.

### Privatna praksa
Između dva rata Gillies je imao poznatu privatnu ordinaciju s vrlo mngog poznatih pacijenata. Puno je putovao, predavao i širi svoje znanje o najnovijim tehnikama širom vijeta. 1930.g. Gillies je pozvao svog rođaka Archibalda McIndoea da mu se pridruži. To je bio trenutak kada se McIndoe posvetio plastičnoj kirurgiji, u kojoj je postao znamenit.

### Drugi svjetski rat
Za vrijeme drugog svjetskog rata Gillies je bio savjetnik pri Minstarstvu zdravstva, Ratnom zrakoplovstvu i Admiralitetu. Naučio je mnoge liječnike Commonwealtha plastičnoj kirurgiji.

### Operacije promjene spola
1946.g. je Gillies zajedno s kolegama načinio prvu operaciju promjene spola u muško iz ženske na Michealu Dillonu. 1951.g. je Gillies zajedno s kolegama načinio i prvu operaciju promjene spola u žensko iz muškog na Roberti Cowell tehnikom koja je postala standard sljedećih 40 godina.

## Vanjske poveznice
- Harold Gillies - Estetski rekonstruktor
- Gillies arhive
- https://web.archive.org/web/20090503050347/http://www.surgical-tutor.org.uk/default-home.htm?surgeons%2Fgillies.htm~right
- Projekt Facade - njegov rad od drugog svjetskog rata  Arhivirana inačica izvorne stranice od 28. travnja 2007. (Wayback Machine)